# Besseria anthophila
Besseria anthophila är en tvåvingeart som först beskrevs av Friedrich Hermann Loew 1871.  Besseria anthophila ingår i släktet Besseria och familjen parasitflugor. Arten är reproducerande i Sverige. Inga underarter finns listade i Catalogue of Life.